# Eumorpha achemon

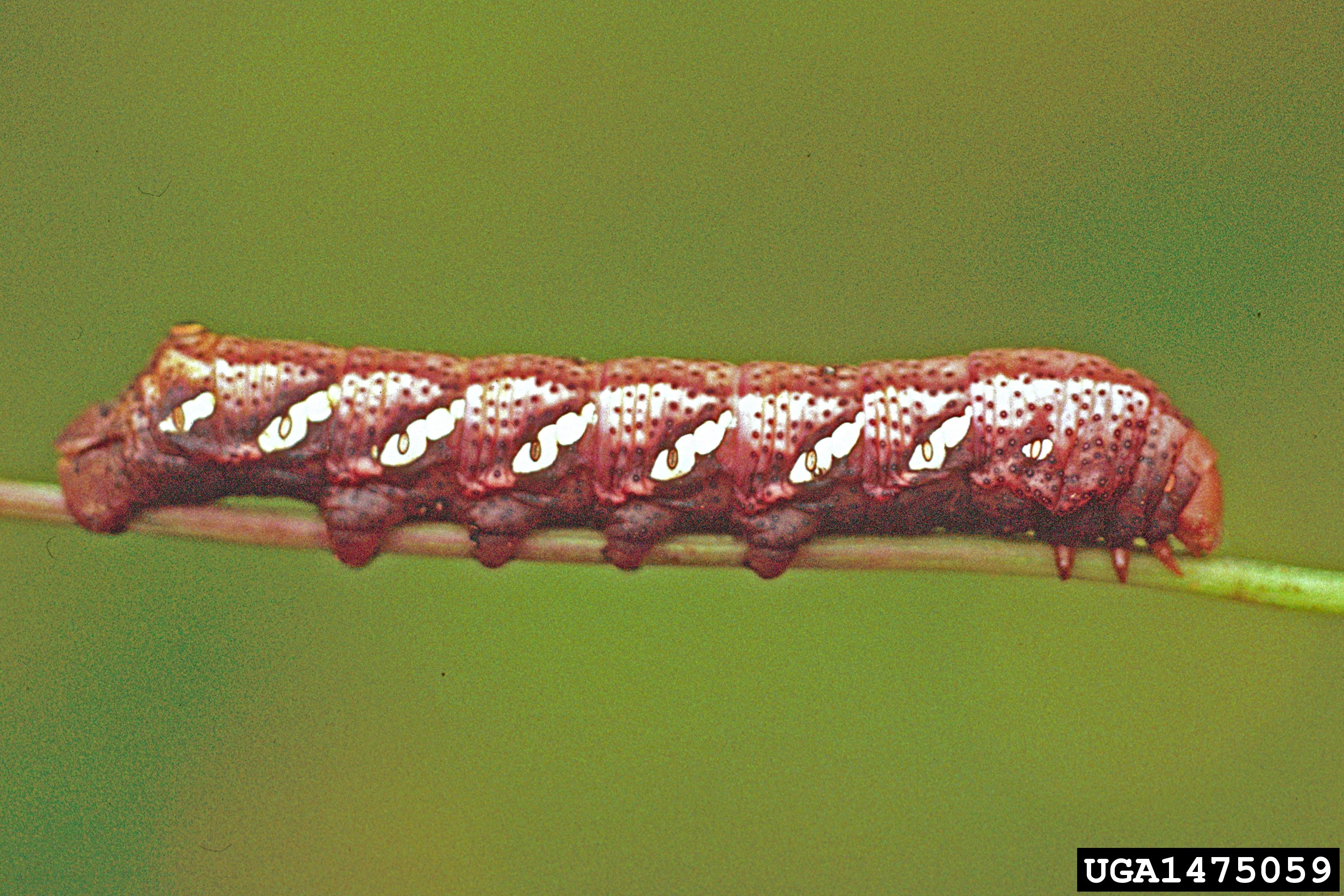
Rote Raupe

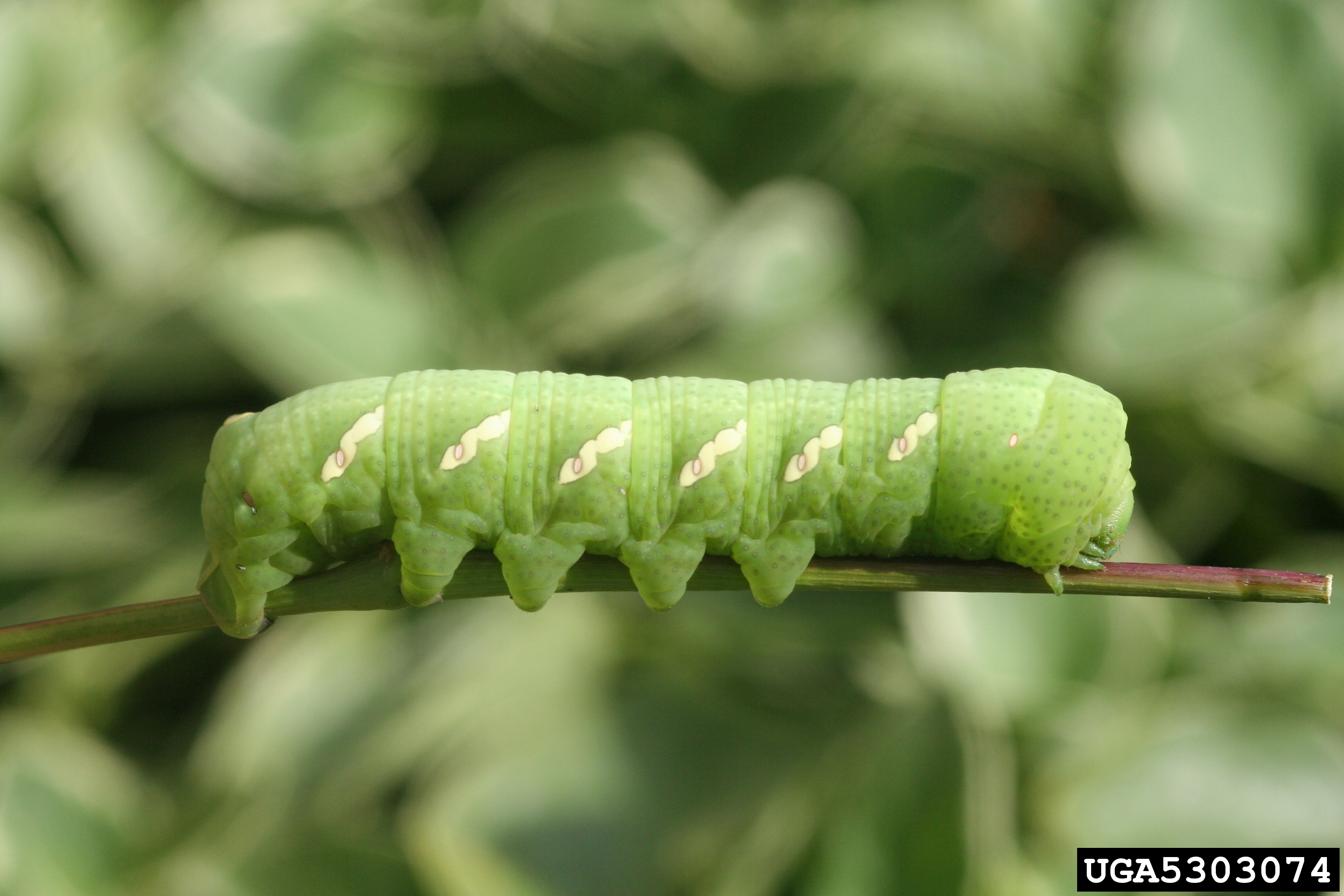
Grüne Raupe

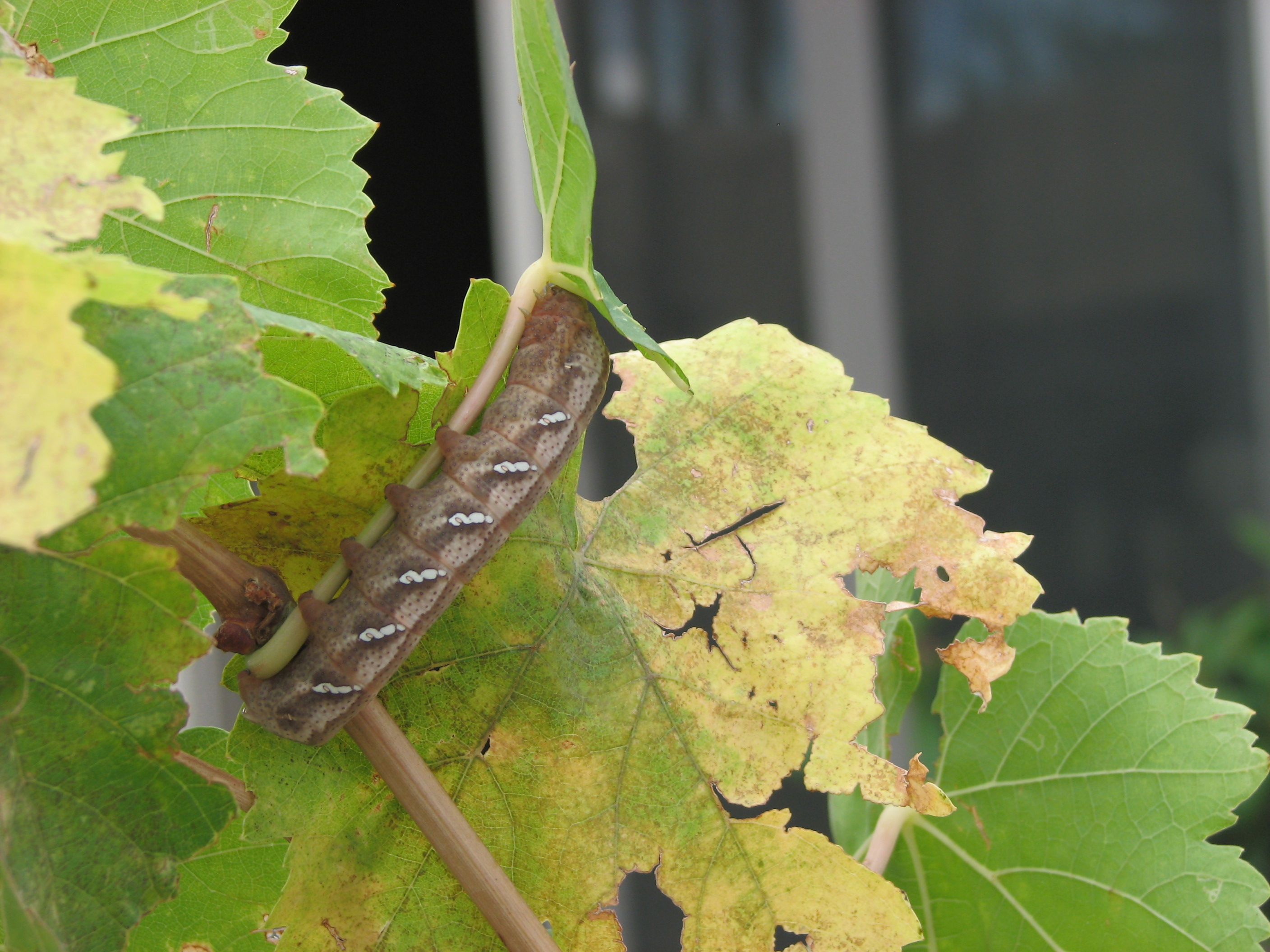
Braune Raupe

Eumorpha achemon, genannt auch Achemon Sphinx und Achemon Sphinx-Motte, ist ein Schmetterling (Nachtfalter) aus der Familie der Schwärmer (Sphingidae).

## Merkmale
Die Falter haben eine Flügelspannweite von 87 bis 96 Millimetern, wobei die Weibchen größer als die Männchen sind. Ihr Vorderflügelaußenrand ist leicht gezahnt. Die Farbe der Vorderflügeloberseite variiert von rosabraunen bis hin zu graubraunen Tönungen. Am Apex, am Innenwinkel sowie in der Mitte des Innenrandes heben sich dunkelbraune Felder ab. Die Hinterflügeloberseite ist rosafarben, in der Submarginalregion bräunlich verdunkelt. Der Thorax ist in der Farbe der Vorderflügel dünn behaart. An jeder Seite ist ein dunkelbrauner Bereich in Form eines Dreiecks erkennbar. Der Hinterleib ähnelt in der Färbung dem Thorax.

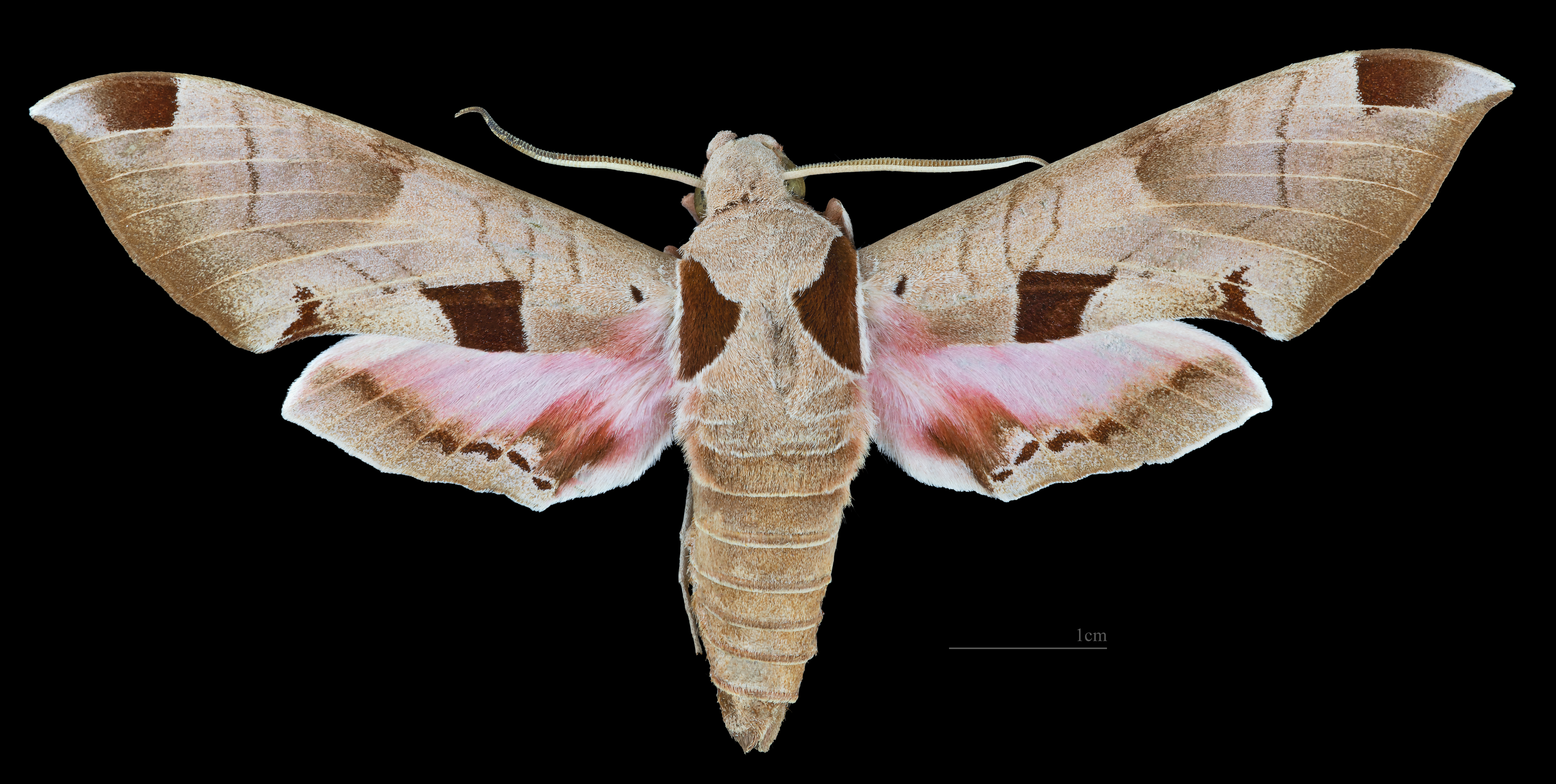
Eumorpha achemon ♂
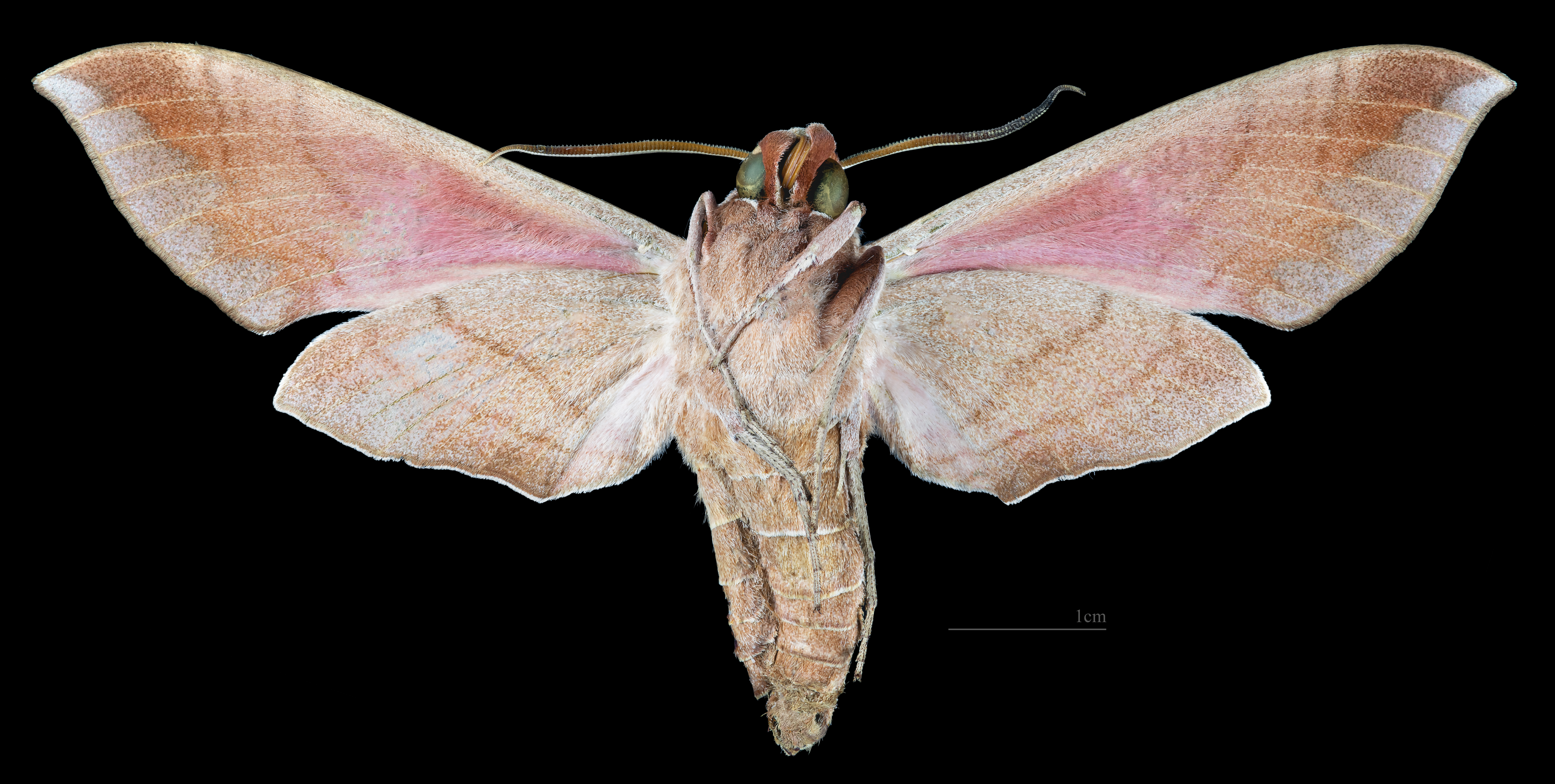
Eumorpha achemon ♂  △

### Raupe
Die Raupen treten in sehr unterschiedlichen Farbvarianten auf. So erscheinen braune, rote oder grüne Individuen. Auffällig sind die weißen doppelpunktartigen Flecke oder Streifen an den Seiten der mittleren Segmente. Am Körperende befindet sich bei jüngeren Raupen ein kurzes Analhorn. Dieses verschwindet nach dem vierten Stadium. Bei ausgewachsenen Tieren ist anstelle des Analhorns nur noch ein dunkler Fleck zu erkennen.

### Puppe
Die rotbraune Puppe ist schlank und lang gestreckt. Sie überwintert in einer von der Raupe angelegten Erdhöhle in einer Tiefe von bis zu 30 Zentimetern unter der Erdoberfläche.

### Ähnliche Arten
Anhand der rosafarbenen Hinterflügeloberseite kann Eumorpha achemon leicht von allen übrigen Eumorpha-Arten unterschieden werden.

## Verbreitung und Vorkommen
Die Art ist über nahezu sämtliche Bundesstaaten der USA, teilweise lückenhaft verbreitet. Sie kann gebietsweise sehr häufig sein und in Weinbaugebieten sogar schädlich werden. Im Südosten Kanadas und im Norden Mexikos gibt es spärliche Einzelfunde. Eumorpha achemon lebt bevorzugt in lichten Wäldern, Ufergebieten, an Gebüsch reichen Hängen sowie in Weinbergen und Gärten.

## Lebensweise
Die dämmerungs- und nachtaktiven Falter fliegen in einer oder zwei Generationen je nach Vorkommensgebiet zwischen Mai und August. Sie saugen Nektar an den Blüten von Petunien (Petunia), Heckenkirschen (Lonicera), Pfeifensträuchern (Philadelphus) sowie Flammenblumen (Phlox) und besuchen künstliche Lichtquellen. Eumorpha achemon-Falter zählen auch zu den wenigen Arten, die während der Nektaraufnahme zur Bestäubung der von der Weltnaturschutzorganisation IUCN als „stark gefährdet“ eingestuften Orchideenart Platanthera praeclara beitragen. Die Raupen ernähren sich von den Blättern verschiedener Pflanzen, dazu zählen Weinreben- (Vitis) und Ampelopsis-Arten.